# John Whittle Terborgh
John Whittle Terborgh (né le 16 avril 1936) est professeur "James B. Duke" de sciences de l'environnement à l'Université Duke et codirecteur du Center for Tropical Conservation. Il est membre de l'Académie nationale des sciences  et, depuis trente-cinq ans, s'implique activement dans les questions d'écologie tropicale et de conservation.

## Biographie
Il grandit à Arlington, en Virginie, et est diplômé du Harvard College en 1958, obtenant son doctorat en physiologie végétale de l'Université Harvard en 1963. Il travaille à l'Université du Maryland puis, pendant 18 ans, à l'Université de Princeton. En 1989, Terborgh part à l'Université Duke, où il rejoint la faculté de la (maintenant) Nicholas School of the Environment et fonde le Duke University Center for Tropical Conservation.
En juin 1992, Terborgh reçoit une bourse MacArthur en reconnaissance de son travail distingué en écologie tropicale, et en avril 1996, il reçoit la Médaille Daniel-Giraud-Elliot de l'Académie nationale des sciences pour ses recherches et pour son livre Diversity and the Tropical Rainforest. En 2005, il est élu membre honoraire de l'Association pour la biologie tropicale et la conservation lors de la réunion annuelle de l'organisation qui s'est tenue à Uberlândia, au Brésil,.
Il siège à plusieurs conseils d'administration et comités consultatifs liés à la conservation, notamment le Wildlands Project, Cultural Survival, The Nature Conservancy, le World Wildlife Fund et les groupes de spécialistes des primates et de l'écologie de l'Union internationale pour la conservation de la nature.